# Live at the Gaslight 1962
Albums de Bob Dylan
The Bootleg Series Vol. 7
(2005) Modern Times
(2006)
Live at the Gaslight 1962 est un album live de Bob Dylan sorti en 2005. L'album restitue une partie du concert donné par le chanteur au Gaslight Cafe de Greenwich Village à New York. Jusqu'à sa parution officielle, il a fait l'objet de nombreux bootlegs.

## Titres
Toutes les chansons sont des compositions traditionnelless arrangées par Bob Dylan, sauf indication contraire.
1. A Hard Rain's a-Gonna Fall (Dylan) – 6 min 40 s
2. Rocks and Gravel (Dylan) – 4 min 58 s
3. Don't Think Twice, It's All Right (Dylan) – 3 min 09 s
4. The Cuckoo (Is a Pretty Bird) (trad. arr. Clarence Ashley) – 2 min 18 s
5. Moonshiner – 4 min 05 s
6. Handsome Molly – 2 min 44 s
7. Cocaine (trad. arr. Reverend Gary Davis) – 2 min 56 s
8. John Brown (Dylan) – 5 min 53 s
9. Barbara Allen – 7 min 49 s
10. West Texas – 5 min 37 s